# Patricia Fernández Goberna
Patricia Fernández Goberna (San Sebastián,14 de febrero de 1957-Madrid el 27 de septiembre de 2016) fue una cantante española. Se dio a conocer como cantante del grupo Trigo Limpio, con el que obtuvo un gran éxito y con el que representó a España en el Festival de Eurovisión de 1980. Posteriormente tuvo una carrera solista con el nombre artístico de Patt Governa.

## Trayectoria
Nació en San Sebastián, siendo hija de Pahiño, futbolista histórico del Celta de Vigo, Real Madrid y Deportivo de La Coruña, e Inés Goberna. Su tío Eduardo Goberna también fue futbolista del Deportivo da Coruña. Al finalizar el bachillerato formó con una amiga el dúo Sunrise, con el que ganaron el premio de dúo en un festival de música de la provincia de Guipúzcoa. Sin embargo, el amigo abandonó el dúo, por lo que Patricia se unió al grupo Senda, que grabó un LP sencillo, Llamo a la juventud, antes de disolverse.
Comenzó a estudiar arte y decoración y en 1979 recibió la llamada de Carlos Gil para ofrecerle el puesto de cantante femenina en Trigo Limpio, tras la salida de Amaya Saizar. Con este trío participó al año siguiente en el Festival de la Canción de Eurovisión, quedando en la posición 12 entre 19 participantes, y grabaron 16 discos, alcanzando gran fama en Latinoamérica, donde pasaron grandes temporadas.
A finales de 1987 abandonó el grupo y regresó a España, donde inició una carrera en solitario bajo el nombre de Patt Governa, grabando dos discos. También trabajó en la radio y en el teatro, y colaboró con la cupletista Olga María Ramos. En sus últimos años formó un grupo musical con su hija Isis, llamado Isis & the Momster.
Murió de cáncer el 27 de septiembre de 2016.